# Spectacular Spider-Man (série télévisée d'animation)
Cet article concerne la série télévisée. Pour le comic, voir The Spectacular Spider-Man.
Spider-Man : Les Nouvelles Aventures Ultimate Spider-Man
Spectacular Spider-Man - ou Le Spectaculaire Spider-Man au Québec - (The Spectacular Spider-Man) est une série télévisée d'animation américaine développée par Greg Weisman et Victor Cook d'après le comic-book The Spectacular Spider-Man créée par Stan Lee et Steve Ditko, diffusée du 8 mars au 14 juin 2008 dans le bloc de programmation Kids' WB, puis du 22 juin au 18 novembre 2009 sur Disney XD.
En France, elle est diffusée depuis le 31 août 2008 sur M6, dans l'émission M6 Kid, et sur Canal J. Elle est rediffusée sur Toonami depuis le 14 mai 2018. Au Québec, la série est diffusée depuis 5 avril 2009 sur Télétoon.

## Synopsis
C'est la rentrée des cours pour Peter Parker, âgé de 16 ans et très doué en sciences, mais également l'objet de risée dans son école. Ce que tous ignorent toutefois, c'est que quelques mois auparavant, Peter Parker s'est fait mordre par une araignée génétiquement modifiée lui conférant de super-pouvoirs. C'est ainsi qu'il est devenu Spider-Man, un super-héros qui a promis de lutter contre le mal dans la ville de New York à la suite du meurtre de son oncle Ben.
Seulement, tout n'est pas si facile pour l'apprenti héros. Il doit gagner de l'argent pour aider sa tante May en vendant des photos de ses propres exploits en tant que Spider-Man pour le Daily Bugle, il doit passer du temps avec son ami Harry Osborn, fils du richissime Norman Osborn, et gérer ses sentiments pour Gwen Stacy, Mary Jane Watson et bien d'autres filles de son école. Et, bien sûr, il doit défendre la ville des super-vilains qui mettront en danger ses proches et lui-même. La tâche sera donc loin d'être facile pour l'homme-araignée qui se trouve dans des situations complexes mêlant ses deux « vies » : celle de Peter Parker et celle de Spider-Man.

## Fiche technique
- Titre original : The Spectacular Spider-Man
- Titre français : Spectacular Spider-Man
- Titre québécois : Le Spectaculaire Spider-Man
- Création : Stan Lee, Steve Ditko
- Réalisation : Victor Cook, Jennifer Coyle, Dave Bullock, Troy Adomitis, Dan Fausett, Kevin Altieri, Michael Goguen
- Scénario : Greg Weisman, Kevin Hopps, Matt Wayne, Andrew Robinson, Randy Jandt, Nicole Dubac
- Musique : Kristopher Carter, Michael McCuistion, Lolita Ritmanis
- Production : Greg Weisman, Victor Cook, Diane A. Crea, Joshua Fine ; Stan Lee, Craig Kyle, Eric S. Rollman (exécutifs)
- Sociétés de production : Culver Entertainment, Marvel Enternaiment, Adelaide Productions, Sony Pictures Television
- Pays :  États-Unis
- Langue : anglais
- Nombre d'épisodes : 26 (2 saisons)
- Durée : 22 minutes
- Dates de première diffusion :  États-Unis : 8 mars 2008 ;  France : 31 août 2008 ;  Québec : 5 avril 2009

## Distribution

### Voix originales
- Josh Keaton : Peter Parker / Spider-Man
- Lacey Chabert : Gwen Stacy
- Steven Blum : le Bouffon vert / le Caméléon / Blackie Gaxton / Dillbert Trilby / Seymour O'Reilly
- Alan Rachins : Norman Osborn
- James Arnold Taylor : Harry Osborn / Frederick Foswell
- Daran Norris : J. Jonah Jameson / John Jameson
- Deborah Strang : Tante May
- Edward Asner : Oncle Ben
- Vanessa Marshall : Mary Jane Watson
- Joshua LeBar : Flash Thompson
- Alanna Ubach : Liz Allan
- Phil LaMarr : Joe « Robbie » Robertson / Randy Robertson / Fancy Dan / Ricochet
- Eric Lopez : Mark Allan alias Molten Man
- Grey DeLisle : Betty Brant / Sally Avril
- Clancy Brown : Alex O'Hirn / Rhino, Ox (1re voix) et George Stacy
- Danny Trejo : Ox (2e voix)
- Peter MacNicol : Dr Otto Octavius alias Dr Octopus
- Benjamin Diskin : Eddie Brock alias Venom
- Dee Bradley Baker : Dr Curt Connors alias Le Lézard
- Keith David : L. Thompson Lincoln alias Tombstone
- Kevin Michael Richardson : Tombstone (2e voix) / principal Davis
- John DiMaggio : Hammerhead / l'Homme-sable
- Jeff Bennett : Montana / Shocker / St. John Devereaux / Bernard Houseman
- Robert Englund : le Vautour
- Crispin Freeman : Electro
- Xander Berkeley : Mysterio
- Eric Vesbit : Kraven le chasseur
- Tricia Helfer : la Chatte noire
- Nikki Cox : Silver Sable
- Irene Bedard : Jean DeWolff
- Thom Adcox : le Bricoleur
- Angela Bryant : Calypso
- Max Burkholder : Billy Connors
- Robert Costanzo : Sullivan Edwards
- Jim Cummings : Crusher Hogan
- Charles Duckworth : Hobie Brown
- Bill Fagerbakke : Morris Bench
- Miguel Ferrer : Silvermane
- Elisa Gabrielli : Ashley Kafka
- Brian George : Aaron Warren / Miles Warren
- Dorian Harewood : Dr Bromwell
- Kelly Hu : Sha Shan Nguyen
- Andrew Kishino : Kenny Kong / Ned Lee
- Clyde Kusatsu : Ted Twaki
- Stan Lee : Stan
- Jane Lynch : Joan Jameson
- James Remar : Walter Hardy
- Kath Soucie : Dr Martha Connors / Anna Watson
- Cree Summer : Glory Grant
- Courtney B. Vance : Roderick Kingsley
- B. J. Ward : le maire Waters, Bone (1re voix)
- Greg Weisman : Donald Menken
- Thomas F. Wilson : Stan Carter alias le Rédempteur, Dawg (1re voix), La Chose
- Edward J. Kay : Dawg (2e voix), Bone (2e voix)

### Voix françaises
- Damien Ferrette : Peter Parker / Spider-Man
- Marie Millet : Gwen Stacy
- Philippe Valmont : Harry Osborn / Le Bouffon Vert
- Stéphane Bazin : J. Jonah Jameson
- Catherine Privat : tante May
- Jean-Jacques Nervest : oncle Ben
- Vanina Pradier : Mary Jane Watson
- Marc Saez : Flash Thompson
- Agnès Manoury : Liz Allen
- Alexandre Borras : Joe Robertson et Mark Allan / l'Homme de métal
- Olivia Luccioni : Betty Brant
- Jean-Pol Brissart : George Stacy
- Philippe Ariotti : Frederick Foswell / Patch
- Patrick Delage : John Jameson / Colonel Jupiter
- Pascal Germain : Norman Osborn
- Patrick Borg : Fancy Dan / Ricochet, Bone
- José Luccioni : Dawg
- Gabriel Le Doze : Dr Otto Octavius / Dr Octopus
- Pascal Grull : Blackie Gaxton
- Axel Kiener : Eddie Brock / Venom
- Jean-François Aupied : le Caméléon et Dr Curt Connors / le Lézard
- Boris Rehlinger : L. Thompson Lincoln / Tombstone
- Jean-Bernard Guillard : Hammerhead
- Sylvain Lemarié : Alex O'Hirn / le Rhino
- Julien Meunier : Flint Marko / l'Homme-sable
- Bernard Métraux : Montana / Shocker
- Patrice Dozier : Adrian Toomes / le Vautour
- Thierry Kazazian : Max Dillon / Electro
- Vincent Violette : Quentin Beck / Mystério
- Igor De Savitch : Sergei Kravinoff / Kraven le chasseur
- Malvina Germain : Félicia Hardy / la Chatte noire
- Dominique Vallée : Silver Sable
- Isabelle Langlois : Calypso

## Personnages

### Famille Parker
- Spider-Man/Peter Parker (aussi appelé le Tisseur, l’Homme-Araignée, l’Araignée) : élevé par son oncle Ben et sa tante May, Peter Parker est un lycéen timide et féru de sciences, qui voit sa vie changer lorsqu’il est mordu par une araignée génétiquement modifiée, alors qu’il visite le laboratoire du professeur Connors avec sa classe. Doté depuis de super-pouvoirs (entre autres une force et une agilité surhumaines, la capacité d’adhérer aux murs et un sens le prévenant de la présence d’un danger) Peter devient alors avide d’argent et de célébrité et se confectionne le costume de Spider-Man, ainsi que des lances-toiles. Il est remarqué par le manager Sullivan Edwards après avoir vaincu le puissant lutteur Hogan. Toutefois, Edwards refusera de payer à Peter la prime du combat contre Hogan. En retour, le jeune homme laissera filer un cambrioleur ayant dérobé de l’argent à Edwards. Plus tard, son oncle Ben sera assassiné par ce même cambrioleur, ce qui convaincra Peter de son erreur et de son égoïsme[1].
Il décide alors de combattre le crime dans les rues de New York[2], tout en devant cacher ses activités à ses proches… Ce qui n’est pas sans difficultés. Peter est assez impopulaire à l’école (notamment à cause de sa grande intelligence et ses bonnes notes) et ne fréquente que Gwen Stacy, Harry Osborn et Eddie Brock. Il se rend, par cette réputation de garçon ordinaire et faible, méconnaissable quand il combat en tant que Spider-Man (lorsqu’il joue les super-héros, Peter laisse parler son caractère courageux, ses capacités d’analyse et sa grande intelligence tactique, tout en arrosant son adversaire de ses répliques railleuses et ironiques). Dans la série, Peter est d’abord confronté à des criminels ordinaires, puis à des super-vilains et des parrains criminels. Dans sa vie privée, il doit également aider sa tante, victime de problèmes d’argent, en prenant des photos de ses combats, qu’il revend ensuite au Daily Bugle.
Durant la série, Spider-Man doit d’abord démasquer le « Grand Patron », parrain de la pègre de New-York, puis le dangereux Bouffon vert. Ensuite, il se rendra dans les laboratoires de l’Empire State University, poussé par la curiosité de voir l’extra-terrestre recueilli par ces derniers. Il entrera accidentellement en contact avec la créature, qui lui donnera de nouveaux pouvoirs. S’il se montre plus fort, Peter deviendra également plus violent et agressif envers ses proches, ce qui finira par le décider à se débarrasser de la créature (cette dernière deviendra toutefois Venom en fusionnant peu après avec Eddie Brock). Après avoir vaincu le symbiote, Spider-Man fera face au « Grand Stratège », un mystérieux adversaire qui embauchera plusieurs super-vilains pour ses activités criminelles. Il réussira toutefois à arrêter les activités de ce dernier et le démasquera. À la fin de l’épisode Le Colonel Jupiter, Peter fera face au retour de Venom, qui révélera son secret au Daily Bugle. Peter sera alors harcelé par des journalistes, mais verra la rumeur prendre fin dans l’épisode Bas les masques ! (notamment grâce à l’enquête du journaliste Ned Lee et l’aide de Flash Thompson). Le héros sera ensuite confronté à une guerre des gangs entre Tombstone, le Docteur Octopus et Silvermane, mais parviendra à les arrêter. Dans Coup de théâtre, Spider-Man collabore avec George Stacy pour tester la sécurité d’une nouvelle cellule de Ryker. Mais il se retrouve pris dans un piège du Bouffon vert, de retour après une longue absence, et doit affronter tous les criminels qu’il a envoyé derrière les barreaux. Dans Rideau final, le héros doit faire face au retour du Bouffon vert, plus destructeur que jamais.
Côté sentiments, Peter ne remarquera pas avant longtemps l’amour que lui porte Gwen Stacy, qu’il voit comme sa meilleure amie. En revanche, il aura un faible pour Mary Jane Watson dès leur première rencontre (dans l’épisode L’Invitation). La jeune femme, bien que l’appréciant, le considérera comme un ami. Peter aura, au fil de la série, des sentiments pour Liz Allan, une de ses camarades, ainsi que pour Betty Brant et la criminelle Black Cat. Mais à la fin de l’épisode La Mission, il recevra un baiser de Gwen, ce qui le perturbera grandement. Il hésitera alors entre Gwen et Liz (voir l’épisode Kraven), mais sortira avec cette dernière à partir de l’épisode Le Retour de Venom. Il aura cependant du mal à concilier ses obligations de super-héros avec ses rendez-vous avec Liz. Toutefois, ni Peter ni Gwen ne semblent avoir oublié leurs sentiments l’un pour l’autre, ce qui se confirmera dans Rideau final, où ils s’avoueront leur amour, poussant ainsi Peter à rompre avec Liz.
- May Parker (née Reilly) : tante de Peter Parker et veuve de Ben Parker. Résidente de Forest Hills[3], elle a élevé son jeune neveu Peter après la mort des parents de celui-ci dans un accident[4]. Douce et aimante avec son neveu, elle est écrasée par les factures depuis la mort de son mari et s’inquiète souvent des nombreuses absences et retards de Peter (elle ne se doute pas que ce dernier est Spider-Man). La vente régulière de photos de Peter au Daily Bugle lui permet néanmoins d’améliorer la situation (elle exige toutefois qu’il conserve une partie de son salaire pour ses dépenses personnelles). Elle fait un malaise cardiaque dans l’épisode L’Évasion, dont Peter sera mis au courant le lendemain, car occupé à combattre les Sinistres Six au moment de l’incident. La vieille dame sera toutefois rapidement rétablie et réussira même à écrire un livre de cuisine et à le vendre afin de régler les frais de l’hôpital. Dans l’épisode Bas les masques !, lorsque Ned Lee lui demandera si elle pense que Peter et Spider-Man ne font qu’un, May n’y croira pas du tout. Dans Rideau final, May conseillera à son neveu d’être honnête à propos de ses sentiments, ce qui poussera ce dernier à quitter Liz et à avouer son amour à Gwen.
- Ben Parker : oncle de Peter Parker et mari de May Parker. Il a, avec son épouse May, recueilli et élevé son jeune neveu à la mort des parents de ce dernier. Étant mort avant le début de la série, Ben apparaît uniquement en flash-backs (dans l’épisode Spider Parker) et en photos. Dans Spider Parker, la mort de Ben et les origines de Spider-Man sont racontées plus en détail. C’est notamment lui qui apprendra à Peter qu’« un grand pouvoir implique toujours un grand sens des responsabilités »[5], une morale qui a guidé Spider-Man depuis. Dans l’épisode Le Grand Stratège, Peter et May fêtent leur premier Noël sans Ben.

### Midtown High School
- Gwendolyne « Gwen » Stacy : meilleure amie de Peter Parker (elle semble toutefois éprouver des sentiments plus ambigus pour lui dès le début de la série)[6] et amie de Harry Osborn. Gwen est aussi la fille de George Stacy, officier haut-placé dans la police de New York. Excellente élève en sciences, elle est prise en stage dans le laboratoire de Curt et Martha Connors avec Peter au début de la série. Profondément attristée de l’attachement de Peter pour Mary Jane, Gwen est également inquiète du changement de comportement de Harry (qui ingère secrètement un produit dopant pour développer ses capacités physiques). Dans l’épisode La Mission, Gwen est enlevée par Venom qui, connaissant l’identité secrète de Spider-Man, désire faire souffrir ce dernier en s’attaquant à ses proches. Elle sera toutefois sauvée par Spider-Man et ses amis de Midtown. À la fin de l’épisode, Gwen embrassera rapidement Peter, ce qui perturbera beaucoup ce dernier. Mais la cour assidue que Liz Allan fait à Peter découragera Gwen. Dans l’épisode Le Repaire d’Octopus, la jeune femme est enlevée par le Vautour et Électro, au service du Docteur Octopus (devenu le « Grand Stratège ») afin de faire pression sur son père. Elle sera sauvée in extremis par Spider-Man. Attristée par la relation de Peter avec Liz, Gwen acceptera d’accompagner Harry Osborn à la fête d’anniversaire de Flash Thompson et de devenir sa petite amie. Toutefois, ni Peter ni elle-même ne semblent avoir oublié leurs sentiments l’un pour l’autre. Dans l’épisode Bas les masques !, lorsqu’il est révélé que Peter pourrait être Spider-Man, Gwen éclatera de rire, n’y croyant pas du tout. Dans Le Retour du Bouffon vert, Gwen change radicalement d’apparence, devenant plus séduisante. Dans Rideau final, Gwen et Peter s’avoueront leur amour et décideront de rompre avec Harry et Liz pour être ensemble. Mais Gwen n’aura pas l’occasion de le faire, Harry lui demandant de rester avec lui pour le soutenir après la mort de son père Norman.
- Harry Osborn : meilleur ami de Peter Parker et fils du riche homme d’affaires Norman Osborn et d’Emily Osborn. Malgré son aisance financière, Harry mène une vie assez difficile, étant sans cesse écrasé par son très exigeant père, qui ne manque pas une occasion de le comparer à Peter, plus travailleur et meilleur élève. Dans l’épisode L’Homme-sable, Harry devient receveur dans l’équipe de football du lycée pour gagner l’estime paternelle. Par la même occasion, il sortira avec la séduisante Glory Grant. Harry sera rapidement apprécié par la bande de Flash Thompson pour sa générosité, son enthousiasme et son argent, délaissant par la même occasion ses anciens amis. Toutefois, Harry cache à tout le monde qu’il ingère un produit dopant d’Oscorp, la « Globuline Verte » dans l’épisode Quitte ou double[7], afin d’être plus fort. Le jeune homme est également victime des effets secondaires du produit, qui provoquent chez lui des évanouissements et lui donnent un caractère plus agressif, qui s’accroît dans l’épisode Quitte ou double. À la fin de ce même épisode, Spider-Man, qui sort d’un combat contre le Bouffon vert, se rend chez les Osborn, persuadé que Norman se cache sous le masque du super-vilain. Le Tisseur a toutefois la surprise de constater qu’il s’agit de Harry, qui, selon Norman, a inconsciemment inventé un personnage sous l’effet du produit, afin de le protéger de Hammerhead et de son patron, qui menaçaient Norman. Ce dernier convaincra Spider-Man de garder le secret et enverra son fils en voyage pour qu’il se fasse aider. Absent du lycée pendant quelque temps[8], Harry reviendra dans l’épisode Le Retour de Venom, apparemment soigné de ses troubles. Invité à l’anniversaire de Flash Thompson, il demandera à Gwen de l’accompagner, ce que la jeune fille acceptera. Harry demandera ensuite à la jeune fille de sortir avec lui, ce qu’elle acceptera également, sans réellement montrer d’enthousiasme. Dans l’épisode Le Casse du siècle, il avouera s’être dopé pour jouer au football, ce qui fera perdre son prestigieux trophée à Midtown et le rendra impopulaire auprès de l’équipe. Dans Coup de théâtre, Harry sera inexplicablement absent lors de la représentation de la pièce Le Songe d'une nuit d'été. Il réapparaîtra dans Rideau final, où il demande l’aide de Gwen et Peter, leur avouant s’être dopé et être devenu le Bouffon vert, jusqu’à ce que son père et Spider-Man l’arrête. Mais une autre nouvelle perturbera Peter : Harry a arrêté la consommation de Globuline et a même été enlevé par un autre Bouffon vert quelques jours auparavant. Le jeune Osborn apprendra ensuite l’amour de Gwen pour Peter, ce qui le rendra fou de rage. Il sera victime d’une nouvelle attaque du Bouffon et encouragera son père à l’accompagner pour régler son compte au criminel. En définitive, Harry découvrira avec horreur que son père était le véritable Bouffon vert.
- Flash Thompson : arrogant joueur de football du lycée et principal bourreau de Peter[9]. Paradoxalement, il est aussi un grand admirateur de Spider-Man[10]. Il compense ses piètres résultats par ses talents de sportif et sa grande popularité. Flash est, au début de la série, le petit ami de Liz Allan. Toutefois, il aura rapidement un faible pour Mary Jane Watson et ne se gênera pas pour le montrer. Après sa rupture avec Liz (à la fin de l’épisode Vent de panique), Flash s’intéresse de plus en plus à Mary Jane. Il sera ensuite grièvement blessé lors d’un match dans l’épisode Kraven et se retrouvera avec un genou cassé. Il se montrera assez mécontent de la relation de son ex-copine et Peter Parker et se tournera vers Sha Shan Nguyen (qui est loin d’être réceptive à ses avances). Dans l’épisode Bas les masques !, lorsque Ned Lee lui demandera s’il pense que Peter et Spider-Man ne font qu’un, Flash n’y croira pas du tout, allant jusqu’à se déguiser en Spider-Man pour prouver aux journalistes que n’importe qui pourrait porter un costume sans être le vrai Tisseur. Dans l’épisode Le Casse du siècle, Flash apprend qu’Harry s’est dopé à la « Globuline Verte » pour jouer au football et, considérant leurs victoires comme malhonnêtes, choisira de le dénoncer. Malgré de nombreux faux pas et maladresses, Flash parviendra finalement à se rapprocher de Sha Shan et se mettra apparemment avec elle dans Rideau final. Malgré son harcèlement envers Peter, Flash sait se montrer utile et courageux à plusieurs reprises[11].
- Liz Allan : jolie camarade de classe de Peter (qu’elle surnomme « P’tit Peter ») et petite amie de Flash. Elle se voit imposée l’aide de Peter pour remonter sa moyenne de biologie. Si, au début, elle se montre méprisante du côté « premier de la classe » du jeune homme, elle finit par s’attacher à lui. Dans l’épisode Vent de panique, Liz et Peter commencent à se rapprocher davantage, à peu près en même temps que Flash et Mary Jane Watson. Liz et Flash finissent d’ailleurs par rompre à la fin de ce même épisode et la jeune fille montre un intérêt certain pour Peter dans les épisodes suivants[12], au point de lui avouer son amour et de l’embrasser à la fin de l’épisode Le Repaire d’Octopus. Peter et Liz sortiront ensemble dans Le Retour de Venom, malgré la désapprobation de plusieurs de leurs camarades. La jeune fille sera également heureuse du retour de son frère, Mark Allan, qui a passé six mois en maison de correction. Elle doit néanmoins faire preuve de patience face aux nombreuses absences inexpliquées de son petit ami, régulièrement en mission en tant que Spider-Man. Dans Le Retour du Bouffon vert Liz finit par comprendre les sentiments de Peter à l’égard de Gwen ce qui la fâchera, mais accepte de se réconcilier avec lui dans l’épisode Pari brûlant. Dans le même épisode, elle doit aussi faire face à l’attitude inquiétante de son grand frère, qu’elle soupçonne d’avoir replongé dans les jeux d’argent. Elle découvrira avec horreur que ce dernier a été victime d’une expérience qui l’a changé en « Molten Man », un super-vilain capable de contrôler la chaleur, et sera effondrée après son arrestation par Spider-Man. Dans Rideau final, Peter se rendra compte de ses sentiments pour Gwen Stacy et rompra avec Liz, ce qui attristera beaucoup cette dernière.
- Rand Robertson : camarade de Peter, joueur de football du lycée et ami de Flash (il est néanmoins beaucoup plus sympathique et calme que ce dernier). Rand est également le fils de Joe Robertson, employé du Daily Bugle et un ami proche de John Jameson, le fils de J. Jonah Jameson, qu’il voit comme un grand frère[13].
- Sally Avril : petite amie de Rand Robertson et amie de Liz Allan. Assez superficielle, elle admire beaucoup Flash Thompson et méprise Peter, qu’elle considère comme un idiot et comme « le plus grand des fayots »[14]. Dans l’épisode Le Retour de Venom, elle désapprouvera ouvertement la relation de Liz avec Peter, accusant ce dernier d’avoir semé le désordre dans leur bande d’amis et d’avoir « envouté » Liz[15]. Dans l’épisode Bas les masques !, lorsqu’il est révélé que Peter pourrait être Spider-Man, Sally ne croira pas du tout à cette nouvelle. Bien que méprisante et hautaine envers le jeune homme, elle sera touchée lorsqu’elle croira à sa mort dans Le Casse du siècle.
- Kenny Kong (parfois surnommé King Kong)[16] : ami de Flash et joueur de football du lycée. Kong est brutal, goinfre et plutôt bête.
- Glory Grant : petite amie de Kong. Régulièrement agacée par l’immaturité et l’indélicatesse de celui-ci, elle sortira brièvement avec Harry lorsque ce dernier entrera dans l’équipe de foot mais finira par retourner avec Kenny.
- Hobie Brown : camarade de Peter. Il postule pour jouer dans l’équipe de football du lycée (il est d’ailleurs favorisé par Flash) et devient receveur remplaçant, puis receveur de l’équipe après le départ de Harry Osborn. Dans la série, Hobie fait l’objet d’un running gag : il tente régulièrement de parler, mais n’arrive jamais à placer un mot, étant continuellement interrompu (excepté dans Coup de théâtre).
- Aaron Warren : professeur de biologie de Peter et Gwen, qu’il voit comme ses meilleurs élèves. Il est aussi le frère du chercheur Miles Warren.
- Mark Allan : frère aîné de Liz Allan. Mark apparaît dans l’épisode Le Retour de Venom, où il revient au lycée après avoir passé six mois en maison de correction pour le vol d’une voiture (il cherchait à éponger ses dettes de jeu)[17]. Le jeune homme, qui désire laisser son passé derrière lui, montrera à plusieurs reprises de l’intérêt pour Mary Jane, attention à laquelle elle ne sera pas indifférente[15]. Dans l’épisode Pari brûlant, Mark doit rembourser des dettes de jeu à Blackie Gaxton, un bookmaker malhonnête et devenu récemment le lieutenant du Bouffon vert. Blackie livre alors Mark à Norman Osborn et Miles Warren pour une expérience. Le jeune homme devient « Molten Man » et se retrouve doté d’une armure hypodermique indestructible qu’il peut contrôler mentalement et qui dégage une grande chaleur. D’abord heureux de s’en tirer à bon compte, Mark devient bientôt le pantin du Bouffon vert, qui parvient à contrôler l’armure à distance, déclenchant rapidement des catastrophes. Pour reprendre le contrôle de sa vie, le jeune homme est contraint par le Bouffon d’éliminer Spider-Man. Mark affrontera alors le Tisseur et incendiera un bâtiment, mettant en danger la vie de sa sœur et celle de Mary Jane, venues le retrouver. Spider-Man parviendra à le vaincre, sans savoir que c’est le Bouffon vert lui-même qui a désactivé l’armure de Molten Man. Dans Coup de théâtre, Mark, alors enfermé à Ryker, est contraint par le Bouffon de se battre contre Spider-Man, également présent à Ryker pour y tester la sécurité d’une cellule. Il sera finalement maîtrisé et remis en cellule.
- Sha Shan Nguyen : camarade de Peter. Elle est approchée par Flash Thompson dans Le Retour de Venom, mais ne s’intéressera pas à lui, ce qui perturbera grandement le sportif, habitué aux succès auprès de la gent féminine. Dans l’épisode Le Casse du siècle, elle sera toutefois admirative de l’honnêteté de Flash, après qu’il aura dénoncé le dopage de Harry Osborn et ainsi fait perdre son trophée à l’équipe de Midtown. Elle sort avec la bande de Flash dans Le Retour du Bouffon vert, puis accepte de danser avec lui, avouant au passage apprécier son honnêteté. Dans Rideau final, Sha Shan et Flash se mettent apparemment en couple.
- St. John Devereaux : professeur de l’atelier de théâtre du lycée et star de Broadway[18]. Dans l’épisode Le Colonel Jupiter, il fera passer plusieurs auditions aux élèves de Midtown pour une mise en scène du Songe d’une nuit d’été de Shakespeare. Harry Osborn y tient le rôle de Puck, Mary Jane celui d’Hermia, Sha Shan celui de Titania, Liz celui d’Helena, Kenny celui d’Obéron et Glory celui de Toile d’Araignée[19]. Flash, quant à lui, y interprète le personnage de Nick Bottom (rôle qui lui convient à merveille selon Sha Shan) après avoir impressionné Devereaux en se déguisant en Spider-Man dans Bas les masques !.

### Daily Bugle
- J. Jonah Jameson : colérique patron du Daily Bugle et père du colonel John Jameson. Il recherche des photos de Spider-Man afin d’augmenter ses ventes et achète celles de Peter, sans se douter de la double vie de ce dernier. Son mépris pour le Tisseur est visible rapidement, mais se concrétise dans l’épisode Quitte ou double. Dans L’Imposteur, il accusera Spider-Man du vol d’une créature extra-terrestre dans les laboratoires de l’Empire State University et publiera en jubilant des photos de braquages commis par le Tisseur (en réalité le Caméléon déguisé). Il sera toutefois contraint de publier des excuses à la fin de l’épisode. Dans l’épisode Le Colonel Jupiter, il verra son fils muter à la suite d'une exposition aux germes de Venom. Ses inquiétudes seront toutefois remplacées par l’excitation de pouvoir coincer Spider-Man définitivement, après que ce dernier ait été accusé de plusieurs crimes (en réalité commis par Venom). Il aura alors l’idée de transformer son fils muté en super-héros[20] afin de stopper l’Araignée, allant jusqu’à le proposer comme adjoint au commandant Stacy. À la fin de l’épisode, Jonah assistera tristement aux traitements de son fils, guéri de sa mutation par Spider-Man, mais plongé désormais dans la folie. Cet épisode convaincra Jameson de la responsabilité du Tisseur dans la folie de John. Il apprendra également la véritable identité de Spider-Man à la fin. Dans l’épisode Bas les masques !, Jameson se montrera dubitatif face à cette révélation mais sera prêt à révéler ce secret à tout le monde s’il venait à être confirmé. Malgré son caractère explosif et grincheux, Jonah est un homme honnête et sait garder la tête froide dans les moments difficiles[21].
- Betty Brant : jeune et jolie secrétaire du Daily Bugle. Peter a un faible pour elle dès leur rencontre, mais cette dernière l’éconduira, se considérant comme trop âgée pour lui.
- Joe « Robbie » Robertson : rédacteur en chef du Daily Bugle et père de Rand Robertson. Il est plus calme et sympathique que son supérieur, J. Jonah Jameson. Dans l’épisode Bas les masques !, Robbie se montera convaincu que Peter n’est pas Spider-Man après que l’identité de ce dernier ait été révélée par Venom. Mais il aurait quand même révélé l'information si elle avait pu être prouvée.
- Ned Lee : jeune reporter du Daily Bugle. Il se met en tête de démasquer le Tisseur (à partir de l’épisode Le Bouffon vert). Dans l’épisode Bas les masques !, Ned interrogera Peter après que Venom ait révélé son secret à la rédaction, mais n’obtiendra pas de véritable réponse. Il questionnera alors les proches du jeune homme pour en savoir plus et arrivera à la conclusion que Peter n’est pas le Tisseur. Son nom ressemble beaucoup à celui de Ned Leeds, journaliste du Bugle et mari de Betty Brant dans les comics.
- Frederick Foswell : reporter du Daily Bugle. Plutôt âgé et excellent journaliste par le passé (il a notamment remporté le prix Pulitzer pour ses articles sur Silvermane)[22], Foswell est aujourd’hui moins bien considéré par J. Jonah Jameson. D’abord secondaire, il prend un rôle important dans l’épisode La Guerre des gangs, où il est révélé qu’il infiltre les milieux criminels sous l’identité de « Patch ». Avec l’aide de Peter, il publiera son article sur l’affrontement entre les cerveaux criminels de la ville.

### Antagonistes
- Norman Osborn : puissant et peu scrupuleux patron de la société Oscorp. Il est aussi le très exigeant père de Harry Osborn, le meilleur ami de Peter Parker. Dans le but de s’enrichir, Norman collabore avec Hammerhead pour « fabriquer » de nouveaux super-criminels, afin de distraire le Tisseur des affaires criminels du « Grand Patron » (leur association démarre à la fin de l’épisode Shocker). Ne perdant pas de vue ses propres intérêts, il s’occupe également de la reconstruction des lieux détruits par les combats de Spider-Man et de « ses » super-vilains. Dans l’épisode Quitte ou double, Spider-Man le soupçonne d’être le Bouffon vert, mais Norman et le Tisseur constateront avec surprise qu’il s’agit en réalité de Harry. Pour couvrir son fils, Norman convaincra le héros de garder le silence au sujet de l’identité du Bouffon, ce que Peter acceptera pour aider son ami. Dans l’épisode Mystério, Norman proposera à Peter de devenir son mentor, ce que ce dernier acceptera, bien que l’attitude de l’homme d’affaire l’inquiète. Dans l’épisode Bas les masques !, lorsque Ned Lee lui demandera s’il pense que Peter et Spider-Man ne font qu’un, Norman répondra à la négative. Dans l’épisode La Guerre des gangs, Norman met aux enchères, par l’intermédiaire d’un de ses assistants, la formule de l’armure du Rhino et gagne un demi-milliard de dollars (gardant au passage la formule pour lui, celle des enchères se révélant être fausse). Dans l’épisode Pari brûlant, Norman, associé à Miles Warren et au Bouffon vert, participe à la transformation de Mark Allan en « Molten Man ». Dans Coup de théâtre, Osborn participe à la construction de nouvelles cellules dans la prison de Ryker. Dans Rideau final, Norman révèlera finalement être le véritable Bouffon vert et avoir engagé le Caméléon pour se faire passer pour lui et l’innocenter. Déstabilisé par une toile de Spider-Man, Norman tombera de son planeur et trouvera apparemment la mort dans une explosion. Les dernières minutes de l’épisode le montre toutefois bien vivant et en train d’embarquer incognito dans un avion pour une destination inconnue.
- Le Vautour (Adrian Toomes) : vieil inventeur. Escroqué par Norman Osborn, il prend alors le nom du Vautour et utilise son invention (une combinaison faite de grandes ailes lui permettant de voler) pour se venger. Mais il est confronté à Spider-Man qui parvient à le livrer à la police. Il est le premier super-vilain que Spider-Man affronte (La Loi du plus fort). Dans l’épisode L’Évasion, Toomes s’évade de prison et fait équipe avec d’autres super-vilains pour éliminer le héros. Comme ses complices, le Vautour est arrêté par Spider-Man (en réalité totalement contrôlé par Venom) à la fin de l’épisode. Dans Le Grand Stratège, il entre au service du « Grand Stratège » et forme une nouvelle version des Sinistres Six avec d’autres super-vilains. Il est à nouveau vaincu par le Tisseur mais échappe à la police. Dans l’épisode Le Repaire d’Octopus, Toomes, toujours au service du « Grand Stratège » (en réalité le Docteur Octopus), enlève Gwen Stacy. Il disparaît peu après la destruction du repaire du Docteur, mais réapparaît dans l’épisode La Guerre des gangs lors d’une vente aux enchères, puis dans Le Retour du Bouffon vert, toujours aux côtés de son patron.
- Électro (Maxwell « Max » Dillon) : jeune technicien du laboratoire des Connors. Après un accident de laboratoire impliquant des anguilles électriques génétiquement modifiées, Max voit son corps générer des courants électriques continuellement, ce qui l’empêche de mener une vie normale et le rend instable et agressif. Ne maîtrisant pas ses pouvoirs et devenant de plus en plus déséquilibré mentalement, Max est rapidement confronté au Tisseur, qui parvient à l’arrêter (Électro). Dans l’épisode L’Évasion, Max maîtrise ses pouvoirs et est apparemment soigné de son agressivité par le docteur Kafka, se montrant prêt à reprendre une vie normale. En réalité, il est recruté par le Docteur Octopus (à qui il est très dévoué) et participe à l’évasion de ce dernier, ainsi qu’à celle du Shocker, de l’Homme-sable, du Rhino et du Vautour. Comme ses complices, Max est arrêté par Spider-Man (en réalité totalement contrôlé par Venom) à la fin de l’épisode. Dans l’épisode Le Grand Stratège, il entre au service du « Grand Stratège » et forme une nouvelle version de l’équipe des Sinistres Six avec d’autres super-vilains. Il est à nouveau vaincu par le Tisseur mais échappe à la police. Dans l’épisode Le Repaire d’Octopus, Électro, toujours au service du « Grand Stratège » (en réalité le Docteur Octopus), enlève Gwen Stacy. Il protégera son patron de Spider-Man, venu sauver son amie, mais détruit une partie du repaire du Docteur durant la bataille et finit capturé par Spider-Man. Il est ensuite vu dans une cellule à la fin l’épisode Le Colonel Jupiter.
- Hammerhead : criminel de New-York, Hammerhead est au service d’un parrain du crime, surnommé le « Grand Patron »[23], qui reste continuellement dans l’ombre. Costaud, loyal et imperturbable, Hammerhead transmet les ordres de son employeur (qui est, selon ses dires, le seul qu’il « respecte suffisamment pour le craindre »)[13], à divers criminels dans le but d’éliminer le Tisseur, devenu gênant pour ses affaires. C’est notamment lui qui engage Montana pour éliminer Spider-Man (épisodes La Loi du plus fort et Shocker), qui collabore avec Osborn pour créer l’Homme-sable (L’Homme-sable), puis le Rhino (L’Invitation). Il est enlevé par le Bouffon vert dans l’épisode Quitte ou double afin de faire chanter Tombstone mais sera sauvé par son patron et Spider-Man, brièvement alliés contre le Bouffon. Dans l’épisode L’Évasion, Hammerhead participe à l’évasion de plusieurs super-vilains, qui formeront les Sinistres Six (ce qui laisse sous-entendre l’implication du « Grand Patron » dans la formation de l’équipe). Il réapparaît dans l’épisode Le Retour de Venom, dans lequel il charge l’Homme-sable de cambrioler un musée pour y dérober la précieuse « Urne de Morphée », puis d’attaquer un pétrolier pour voler « l’or noir » contenu dans ses cales. Dans l’épisode La Guerre des gangs, il participe à une vente aux enchères avec d’autres criminels, mais voit la marchandise lui échapper au profit de Roderick Kingsley. Il affrontera alors ce dernier, ainsi que Silver Sable et Spider-Man, tous deux décidés à récupérer la formule. Dans l’épisode Le Casse du siècle, Hammerhead est écarté par Tombstone, qui ne supporte plus ses échecs, et décide de saboter la mission des Exécuteurs, chargés par Tombstone de cambrioler la Réserve Fédérale. Dans Le Retour du Bouffon vert, Hammerhead accompagne son patron à une rencontre avec Octopus et Silvermane. En réalité, il profite de la rencontre pour monter les trois parrains les uns contre les autres, espérant les voir s’entretuer pour prendre lui-même la tête de la pègre new-yorkaise (place qui sera finalement prise par le Bouffon vert).
- Le Lézard (Curtis « Curt » Connors) : éminent scientifique de l’Empire State University et mari de Martha Connors. C’est dans son laboratoire que Peter sera mordu par l’araignée qui lui donnera ses pouvoirs. Manchot, Curt tente de faire repousser son bras avec l’aide de recherches sur l’ADN des lézards (qui peuvent faire repousser leurs membres perdus) et s’injecte un sérum de son invention. Si l’expérience est un succès dans un premier temps, Curt est rapidement victime d’effets secondaires qui le transforme en lézard anthropomorphe surpuissant, agressif et sauvage. Il est finalement retransformé en humain grâce à l’intervention de Spider-Man et d’Eddie Brock, qui arrivent à lui administrer un antidote (Le Purificateur d’ADN). Il reprendra du service dans l’épisode L’Imposteur afin d’étudier l’extra-terrestre que lui a confié la NASA, mais se fera voler la créature. Cette disparition sera également à l’origine de problèmes d’argent de son laboratoire. Le couple Connors retrouvera de nouveaux fonds dans l’épisode Mystério, notamment grâce à la glorieuse réputation de leur nouveau collègue, Miles Warren. Dans l’épisode Bas les masques !, lorsque Ned Lee lui demandera s’il pense que Peter et Spider-Man ne font qu’un, Curt se montera hésitant, mais préfèrera ne pas s’étendre sur le sujet, craignant de remettre en lumière l’affaire du Lézard. Dans Rideau final, Curt et son épouse quitteront New-York pour la Floride, après avoir été évincés par Miles Warren.
- Le Shocker (Jackson « Montana » Brice) : d’abord chef des Exécuteurs (un groupe de mercenaires engagés par Hammerhead pour éliminer Spider-Man), il perd ses compagnons, Fancy Dan et Ox, arrêtés par le Tisseur dans l’épisode La Loi du plus fort. Dans l’épisode Shocker, Montana vole un uniforme dont les gants produisent de puissantes ondes sismiques, devenant ainsi le Shocker. Arrêté par Spider-Man, il revient dans l’épisode L’Évasion où il fait équipe avec d’autres super-vilains pour éliminer le héros. Comme ses complices, il est arrêté par Spider-Man (en réalité totalement contrôlé par Venom) à la fin de l’épisode. Dans l’épisode Le Casse du siècle, le Shocker est engagé par Tombstone en personne pour voler les lingots d’or de la Réserve Fédérale avec ses anciens complices, reformant ainsi les Exécuteurs. Il est mis en échec par Spider-Man et arrêté avec sa bande à la fin de l’épisode. Dans Coup de théâtre, Montana est le compagnon de cellule de Mystério et, comme les autres détenus, est sorti de sa cellule par le Bouffon vert pour éliminer Spider-Man, alors présent à Ryker pour y tester la sécurité d’une nouvelle cellule. Il sera finalement maîtrisé et remis en cellule.
- Ricochet (Fancy Dan) : membre des Exécuteurs, Fancy Dan est arrêté par Spider-Man dans l’épisode La Loi du plus fort. Il s’évade de prison avec l’aide de Hammerhead dans L’Évasion et devient Ricochet dans l’épisode Le Casse du siècle grâce à une combinaison lui donnant une agilité surhumaine et la possibilité de rebondir sur les parois. Refaisant équipe avec Montana et Ox, il braque la Réserve Fédérale, mais finira arrêté par Spider-Man à la fin de l’épisode. Dans Coup de théâtre, il est enfermé à Ryker avec ses complices et, comme les autres détenus, est sorti de sa cellule par le Bouffon vert pour éliminer Spider-Man, alors présent à Ryker pour y tester la sécurité d’une nouvelle cellule. Il sera finalement maîtrisé et remis en cellule.
- Raymond « Ox » Bloch : colosse tout en muscles et membre des Exécuteurs, Ox est arrêté par Spider-Man dans l’épisode La Loi du plus fort. Il s’évade de prison avec l’aide de Hammerhead dans L’Évasion et obtient une combinaison (qui augmente apparemment sa force) dans l’épisode Le Casse du siècle. Il finira arrêté par Spider-Man à la fin de l’épisode. Dans Coup de théâtre, il est enfermé à Ryker avec ses complices et, comme les autres détenus, est sorti de sa cellule par le Bouffon vert pour éliminer Spider-Man, alors présent à Ryker pour y tester la sécurité d’une nouvelle cellule. Il sera finalement maîtrisé et remis en cellule.
- L’Homme-sable (Flint Marko) : voleur de bas étage régulièrement arrêté (et humilié) par Spider-Man avec son complice habituel, Alex O’Hirn. Dans l’épisode L’Homme-sable, Marko est engagé par Hammerhead pour éliminer Spider-Man et devient le cobaye d’Osborn et d’Otto Octavius, chargés de le rendre surpuissant. L’expérience donnera à son corps une texture de sable, que Marko pourra contrôler à volonté, afin de changer de forme et de masse. Excité par ses nouveaux pouvoirs et plus avide d’argent que de vengeance, Marko trahit ses employeurs et commet une série de braquages, mais est stoppé par le Tisseur. Dans l’épisode L’Évasion, l’Homme-sable s’évade de prison et fait équipe avec d’autres super-vilains pour éliminer le héros. Comme ses complices, il est arrêté par Spider-Man (en réalité totalement contrôlé par Venom) à la fin de l’épisode. Dans l’épisode Le Grand Stratège, il entre au service du « Grand Stratège » et forme une nouvelle version de l’équipe des Sinistres Six avec d’autres super-vilains. Il est à nouveau vaincu par le Tisseur mais échappe à la police. Il réapparaît lors du braquage d’une bijouterie dans Le Retour de Venom, où Spider-Man l’empêche de s’enfuir avec son butin. Écœuré, Marko ira voir Hammerhead et se verra confier une nouvelle mission : cambrioler un musée pour y dérober la précieuse « Urne de Morphée » (ce qu’il réussira). Insatisfait de son salaire, le criminel attaquera un pétrolier sur ordre d’Hammerhead, avide de « l’or noir » contenu dans ses cales. Confronté à Spider-Man une nouvelle fois, Marko détruira le bateau dans sa rage. Voyant que l’embarcation est sur le point d’exploser, l’Homme-sable protégera le Tisseur et l’équipage en faisant rempart de son corps et disparaîtra par la suite, laissant croire à son ennemi qu’il est mort. Il est en réalité bien vivant, mais n’apparaît plus par la suite. Cet épisode révèle ainsi que les motivations de l’Homme-sable étaient purement financières et qu’il n’envisageait aucunement de faire du mal aux gens.
- Le Rhino (Alex O’Hirn) : complice régulier de Flint Marko, Alex est un voleur plutôt bête, régulièrement arrêté par Spider-Man. Embauché par Hammerhead, il devient, dans l’épisode L’Invitation, le sujet d’une expérience d’Otto Ocatvius, qui lui implante une armure impénétrable le rendant invincible et exceptionnellement fort. Devenu particulièrement agressif, O’Hirn attaquera les bureaux du Daily Bugle, espérant y trouver Peter Parker, photographe de Spider-Man. Le héros interviendra alors et parviendra, après un rude combat, à mettre son adversaire hors d’état de nuire. Dans l’épisode L’Évasion, le Rhino s’évade de prison et fait équipe avec d’autres super-vilains pour éliminer le héros. Comme ses complices, il est arrêté par Spider-Man (en réalité totalement contrôlé par Venom) à la fin de l’épisode. Dans l’épisode Le Grand Stratège, il entre au service du « Grand Stratège » et forme une nouvelle version de l’équipe des Sinistres Six avec d’autres super-vilains. Il est à nouveau vaincu par le Tisseur mais échappe à la police. Dans l’épisode La Guerre des gangs, Alex est contacté par le Docteur Octopus qui lui apprend l’existence d’un programme destiné à reproduire son armure. Pour éviter d’avoir un concurrent, Alex tentera de voler le programme, mais devra affronter Hammerhead, Silver Sable, Roderick Kingsley et Spider-Man, décidés à récupérer la formule. Il arrivera finalement à détruire le programme, mais sera maîtrisé par la police et enfermé à Ryker. Dans Coup de théâtre, il est sorti de sa cellule par le Bouffon vert et tente de tuer Spider-Man, également présent à Ryker pour y tester la sécurité d’une cellule. Il sera finalement maîtrisé et remis en cellule.
- Tombstone (L. Thompson Lincoln) : parrain du crime organisé extrêmement puissant se faisant passer pour un honnête philanthrope et se servant de sa position pour se rendre intouchable[24]. Il est surnommé « le Grand Patron » par ses employés et ses associés et opère dans l’ombre depuis le début de la série. Tombstone n’agissant que par l’intermédiaire de son lieutenant Hammerhead, la plupart de ses employés le craignent, tout en ignorant son identité. Spider-Man est, sans le savoir, confronté à lui dans la plupart de ses combats au début de la série (il ne le découvre qu’à la fin de l’épisode L’Invitation). Démasqué, Lincoln annonce à Spider-Man que tant qu’il se livrera à ses activités de super-héros et nuira à ses affaires, il lui enverra des créatures à combattre. Il lui propose également de travailler pour lui, ce que le Tisseur refuse sèchement. Tombstone est aussi confronté au Bouffon vert, récemment apparu en ville, qui tente de le renverser dans l’épisode Le Bouffon vert et de le faire chanter dans l’épisode Quitte ou double (dans lequel le Bouffon kidnappe Hammerhead et prétend posséder des preuves des activités illégales de Tombstone). Spider-Man le sauvera du Bouffon par deux fois, bien que cela ne lui fasse pas plaisir d’aider un de ses ennemis. Dans l’épisode Spider Parker, Spider-Man, en quête d’argent (et grandement contrôlé par son costume symbiotique) ira voir Tombstone et lui proposera ses services, mais rompra ses engagements une fois libéré de l’influence du symbiote (dans l’épisode La Mission). Tombstone trouve toutefois rapidement un remplaçant en la personne de Venom et lui ordonne de détruire Spider-Man afin de faire ses preuves. Dans l’épisode La Guerre des gangs, il envoie Hammerhead récupérer une formule à une vente aux enchères. Dans l’épisode Le Casse du siècle, Tombstone, voyant le proche retour de son prédécesseur Silvermane et la montée en puissance d’Octopus, reforme les Exécuteurs (le Shocker, Ricochet et Ox) pour braquer le Réserve Fédérale. En guerre contre le Docteur et Silvermane dans Le Retour du Bouffon vert, Lincoln rencontre ses adversaires et tombe dans un piège tendu par son lieutenant Hammerhead, décidé à prendre sa place, tout en le forçant à éliminer les deux autres parrains. Après les avoir combattus, ainsi que Spider-Man, Lincoln est arrêté par la police, révélant ainsi sa vraie nature. Malgré sa libération sous caution, il voit ses opérations compromises et sa couverture d’honnête homme sévèrement atteinte, étant désormais sous la surveillance de plusieurs agences fédérales.
- Le Bouffon Vert (son identité est inconnue lors de sa première apparition)[25] : il apparaît pour la première fois dans l’épisode Le Bouffon vert lorsqu’il attaque une réception organisée par Tombstone avec divers gadgets (en particulier des explosifs) et un planeur high-tech dérobé à Oscorp et prend les invités (dont les Jameson) en otage. Dangereux, hystérique et rusé, il tente de faire tomber Tombstone et de s’emparer de son empire criminel, mais est confronté à Spider-Man, venu sauver les otages. Après un combat aérien contre le héros, le Bouffon parvient à s’enfuir. Dans l'épisode Vent de Panique, il est à l'origine de la création du Dr. Octopus. Il revient dans l’épisode Quitte ou double, où il kidnappe Hammerhead afin de faire chanter Tombstone. En enquêtant sur lui, Spider-Man se met à soupçonner Norman Osborn de se cacher derrière le masque du Bouffon (ce dernier ayant accès à la technologie dont se sert le super-vilain pour commettre ses méfaits). Après un combat extrêmement violent, le Bouffon se cassera la jambe et sera démasqué par le Tisseur comme étant… Harry Osborn. Le jeune homme n’aura toutefois aucun souvenir de son aventure et Spider-Man, convaincu par Norman, acceptera de garder le secret sur l’identité du Bouffon. À la fin de l’épisode Le Retour du Bouffon vert, le criminel réapparaît et devient le nouveau chef de la pègre de New-York après l’arrestation d’Octopus et Silvermane et la disgrâce de Tombstone. Dans l’épisode Pari brûlant, il est à l’origine de l’expérience qui change Mark Allan en Molten Man. Dans Coup de théâtre, sachant que Spider-Man se trouve dans la prison de Ryker pour en tester la sécurité, il pirate les nouvelles cellules construites par Oscorp et libère tous les criminels de la prison. Malgré tout, Spider-Man parvient à triompher, notamment grâce à l’aide de Black Cat. Face au retour de son ennemi, Spider-Man soupçonnera alors son ami Harry d’être à nouveau sous l’effet de la Globuline Verte qui l’avait précédemment fait changer de comportement, mais apprendra par ce dernier qu’il a détruit son stock et qu’il a été enlevé par le Bouffon, réorientant le Tisseur sur Norman Osborn. Toutefois, le père et le fils sont présents aux côtés de Spider-Man lors d’une attaque du Bouffon sur leur penthouse. Les recherches du héros se dirigeront contre Donald Menken, assistant de Norman ayant accès à la Globuline. Mais l’employé sera rapidement innocenté par une attaque massive du Bouffon et de ses hommes de main contre Spider-Man, alors que Menken se trouvait dans la même pièce. Dans la bagarre, le Tisseur arrachera le masque de son ennemi et découvrira le visage de Norman.
- Le Docteur Octopus (Otto Octavius) : scientifique travaillant pour Norman Osborn. Timide et discret, Otto est régulièrement malmené par son patron, qui le surnomme « Docteur Octopus », à cause de son harnais doté de quatre tentacules métalliques lui permettant de manipuler des produits à distance. Octavius a notamment participé à la création de l’Homme-sable et du Rhino. Dans l’épisode Vent de panique, il est victime d’un accident de laboratoire (en réalité provoqué par le Bouffon vert) et voit son harnais et ses tentacules fixés à sa colonne vertébrale. Ayant perdu la raison, le scientifique devient violent et dévoré d’ambition, se montrant prêt à éliminer tous ceux qui se mettraient en travers de sa conquête de pouvoir. À la recherche d’une source d’énergie de longue durée pour alimenter son harnais, Octopus s’attaque aux laboratoires de Tricorp et est confronté à Spider-Man, qui parvient à le maîtriser et à l’envoyer en prison. Dans l’épisode L’Évasion, Otto a radicalement changé : devenu calme, froid, calculateur et meneur d’hommes, il réunit plusieurs super-vilains (le Shocker, le Rhino, l’Homme-sable, le Vautour et Électro) pour se venger de Spider-Man, formant ainsi les Sinistres Six. Son équipe et lui-même seront arrêtés par Spider-Man (en réalité totalement contrôlé par Venom) à la fin de l’épisode. Dans l’épisode Le Grand Stratège, Otto, apparemment soigné par le docteur Kafka, est redevenu l’homme peureux et effacé qu’il était au début de la série. Il refuse notamment la proposition du « Grand Stratège » de redevenir un criminel, mais, à la fin de l’épisode, Otto est enlevé par ses propres tentacules et disparaît. Dans l’épisode Le Repaire d’Octopus, il réapparaît et révèle qu’il le « Grand Stratège » et qu’il a joué la comédie pour bâtir son empire criminel le plus discrètement possible. Grâce à des neurotransmetteurs, Octopus se retrouve connecté à la plupart des systèmes de la ville et obtient ainsi un contrôle total. Il fait alors enlever Gwen Stacy par le Vautour et Électro et fait pression sur le père de Gwen, l’officier George Stacy, afin qu’il vole de puissants codes informatiques. Démasqué par le Tisseur, Octopus détruira son repaire, perdant son contrôle sur les systèmes de la ville, et s’échappera. Dans l’épisode La Guerre des gangs, il est revu à une vente aux enchères d’un programme pouvant copier l’armure du Rhino. Ayant perdu la vente, Otto informe le Rhino de l’existence du programme. Voulant éviter la concurrence, le criminel décide de détruire le programme et est forcé de combattre Hammerhead, Silver Sable et Spider-Man, tous trois décidés à récupérer la marchandise. Dans Le Retour du Bouffon vert, Octopus rencontre ses deux adversaires, Tombstone et Silvermane, et les affronte, ainsi que Spider-Man à la suite àd'une manigance de Hammerhead. Il est finalement neutralisé par le Tisseur et remis à la police.
- Le Caméléon (Dmitri Smerdyakov) : chef d’une petite équipe de mercenaires (composée de Phineas Mason et Quentin Beck) et maître du déguisement et de l'usurpation d'identité. Il apparaît dans l’épisode L’Imposteur, dans lequel il se déguise en Curt Connors et tente de voler incognito l’extra-terrestre de l’Empire State University. Mais il est devancé par Black Cat, elle-même stoppée par Spider-Man, qui se voit accusé du vol. Profitant de l’impopularité du Tisseur, il se fait passer pour lui et commet une série de crimes, envoyant même des photos au Daily Bugle. Il finit démasqué par Spider-Man, mais parvient à échapper à la police. Il refait surface dans Rideau final, où il est révélé qu’il se faisait régulièrement passer pour Norman Osborn, permettant à ce dernier de mener sa carrière de super-vilain en toute discrétion. Le Caméléon parvient à s’échapper à la fin de l’épisode.
- Venom : une mystérieuse créature extra-terrestre qui s’accroche à la navette du colonel John Jameson lorsque cette dernière entre en collision avec un astéroïde. Elle débarque sur Terre en même temps que l’appareil (dans l’épisode Quitte ou double). Dans L’Imposteur, elle est récupérée par la NASA, puis confiée aux laboratoires de l’Empire State University afin d’être étudiée par Curt Connors. La créature est d’abord volée par la cambrioleuse Black Cat, mais s’accroche à Spider-Man, présent dans le laboratoire au même moment. Il déculpe les pouvoirs du héros (lui offrant plus de force, plus de résistance, la possibilité de projeter des toiles sans lance-toiles) et le dote également d’un costume noir. Le jeune homme voit en cette nouvelle situation le moyen d’aider davantage les autres et décide de ne pas rendre la créature aux Connors. Cette dernière lui sera d’une aide précieuse pour vaincre les Sinistres Six dans l’épisode L’Évasion, allant même jusqu’à prendre possession de Peter dans son sommeil. Le jeune homme se rend ensuite compte que la créature est un symbiote, mais choisit de le conserver, voyant d’abord son utilité pour sa vie super-héroïque. Mais le symbiote prendra de plus en plus le contrôle des émotions de Peter, ce qui le décidera à s’en débarrasser (ce qui sera difficile, la créature se montrant particulièrement résistante et tenace). Le héros exploitera alors son point faible : les vibrations. Privé de son hôte, le symbiote s’attachera alors à Eddie Brock, ancien ami de Peter, ayant tout perdu et voyant le jeune homme comme responsable de sa situation. L’homme et le symbiote deviendront alors le puissant Venom, un ennemi vengeur, cruel, impitoyable et capable de reproduire les pouvoirs de Spider-Man (dans l’épisode Spider Parker). Dans l’épisode La Mission, Venom propose ses services à Tombstone qui lui ordonne de tuer Spider-Man, ce que la créature accepte avec joie. Il affronte et vainc aisément l’Araignée une première fois, mais choisit de le laisser en vie temporairement, préférant d’abord s’attaquer à ses proches afin de le faire souffrir davantage. Il kidnappe alors Gwen Stacy et manque de la tuer. Après un combat intense, Spider-Man parviendra à le vaincre par la ruse en le séparant du corps d’Eddie et en le coulant dans du béton. Mais, à la fin de l’épisode Le Retour de Venom, Eddie Brock reviendra en ville et retrouvera le symbiote. Dans l’épisode Le Colonel Jupiter, Eddie et le symbiote, à nouveau liés, commettront plusieurs crimes afin de ruiner la vie de Peter. Il sera, d’une certaine façon, responsable de la folie du Colonel Jupiter (John Jameson). À la fin de l’épisode Le Colonel Jupiter, Venom révèlera l’identité de Spider-Man à J. Jonah Jameson, espérant retourner les proches de Peter contre lui. Devant la lenteur du Jameson à publier l’information, Venom décidera d’agir lui-même et de démasquer Parker devant la presse, tout en le privant de ses pouvoirs grâce à un produit de Martha Connors, initialement fabriqué pour soigner le Lézard. Mais le héros retournera le produit contre son adversaire, séparant une nouvelle fois Eddie du symbiote. La créature disparaîtra dans les égouts à la fin de son combat, abandonnant son hôte.
- Mystério (Quentin Beck) : acteur et expert en effets spéciaux. Complice du Caméléon et de Phineas Mason, Beck est envoyé en prison par Spider-Man à la fin de l’épisode L’Imposteur. Il réapparaît dans l’épisode Mystério, en tant que Mystério. Prétendant faire de la magie, il volera du matériel informatique high-tech, mais sera confronté à Spider-Man. Ce dernier ne mettra pas longtemps à découvrir que son nouvel ennemi n’est qu’un illusionniste, s’aidant de matériaux de pointe pour simuler de véritables tours de magie, et l’arrêtera une seconde fois. Grâce à un autre tour de passe-passe, Beck parviendra à échapper à la police. Il s’avérera que ce dernier travaille à voler du matériel avec Phineas Mason, son ancien complice, pour le compte d’un mystérieux employeur, qui se fait appeler le « Grand Stratège ». Dans l’épisode Le Grand Stratège, il forme une nouvelle version de l’équipe des Sinistres Six avec d’autres super-vilains mais est vaincu par le Tisseur et livré à la police. Dans l’épisode Bas les masques !, lorsque Ned Lee lui demandera s’il pense que Peter et Spider-Man ne font qu’un, Beck répondra simplement qu’il espère que c’est vrai, considérant ceci comme une information capitale pour lui et les autres prisonniers. Dans Coup de théâtre, Mystério est le compagnon de cellule du Shocker et, comme les autres détenus, est sorti de sa cellule par le Bouffon vert pour éliminer Spider-Man, alors présent à Ryker pour y tester la sécurité d'une nouvelle cellule. Toutefois, il s’avère finalement qu’il ne s’agit que d’un robot, suggérant que le vrai Quentin Beck est toujours dans la nature.
- Le Bricoleur (Phineas Mason) : expert en construction et en technologies. Complice du Caméléon et de Quentin Beck, Mason est envoyé en prison par Spider-Man à la fin de l’épisode L’Imposteur. Il réapparaît dans l’épisode Mystério, où il aide discrètement Beck, devenu Mystério, à voler du matériel pour le compte d’un mystérieux employeur, qui se fait appeler le « Grand Stratège ». Dans l’épisode Le Grand Stratège, il forme une nouvelle version de l’équipe des Sinistres Six sur ordre de son patron. Attaché à la partie technique, Mason ne participe pas directement aux combats. Dans l’épisode Le Repaire d’Octopus, il participe, sur ordre d’Octopus, à l’enlèvement de Gwen Stacy. Capturé par Spider-Man, il finit par révéler la cachette de son patron (après que le Tisseur ait menacé de le laisser tomber du haut d’un building). Dans l’épisode Le Casse du siècle, Mason, toujours en liberté et au service de Tombstone, améliore les combinaisons de Ricochet (Fancy Dan) et Ox.
- Kraven le chasseur (Sergei Kravinoff) : originaire de Russie[26] et vivant en Afrique, Kravinoff est un chasseur extrêmement talentueux[27] apparaissant pour la première fois dans l’épisode Kraven. Par soif de défis, il quitte sa savane africaine pour se rendre à New York afin de « chasser » Spider-Man, qu’il voit comme une « proie » à sa hauteur. Malgré ses grands talents de combattants et son arsenal d’armes en tout genre, Sergei est battu et humilié lors de son premier affrontement avec le Tisseur. Déterminé à retrouver son honneur, il piste le héros à travers la ville à l’aide de son lion. Il rencontrera alors le scientifique Miles Warren et lui demandera des pouvoirs afin de vaincre Spider-Man. Voyant une occasion de tester ses nouvelles découvertes, Miles lui injectera un produit similaire à celui qui changea Curt Connors en Lézard. Kravinoff se transformera alors en homme-félin et prendra le surnom de Kraven. Malgré ses nouvelles capacités, il sera vaincu par Spider-Man une seconde fois (bien qu’il réussisse à lui échapper). À la fin de l’épisode, Kraven sera contacté par un mystérieux individu lui proposant de « chasser en meute ». Dans l’épisode Le Grand Stratège, il entre au service du « Grand Stratège » et forme une équipe avec d’autres super-vilains pour éliminer Spider-Man. Il est vaincu une troisième fois par le Tisseur mais échappe à la police.
- Calypso Ezili : amante de Sergei Kravinoff. Elle le sauve de la police à la fin de l’épisode Kraven et le met en relation avec le « Grand Stratège ».
- Le Grand Stratège (son identité est inconnue lors de sa première apparition) : mystérieux et puissant personnage. Il engage Mystério et le Bricoleur pour voler du matériel (dans l’épisode Mystério), puis proposera à Kraven le chasseur de travailler pour lui (dans l’épisode Kraven). Son surnom n’est connu que dans l’épisode Le Grand Stratège, où il ordonne au Bricoleur de réunir une nouvelle équipe de criminels entièrement sous ses ordres, reformant ainsi les Sinistres Six (composés cette fois du Vautour, de l’Homme-sable, d’Électro, du Rhino, de Kraven et de Mystério). Dans l’épisode Le Repaire d’Octopus, le Docteur Octopus révèle être le « Grand Stratège ». Spider-Man découvre son secret dans le même épisode.
- Silver Sable (Sable Manfredi) : criminelle, fille du parrain Silvio Manfredi et ex-amante de Hammerhead. Elle apparaît pour la première fois dans l’épisode La Guerre des gangs, où, pour le compte de son père, elle participe à une vente aux enchères avec Hammerhead, Octopus et Roderick Kingsley. Après que ce dernier ait remporté la vente, Sable l’attaque (démontrant au passage ses grandes compétences au combat) et lui prend la marchandise (un programme pour créer des mercenaires surhumains). Mais elle doit également affronter Spider-Man et Hammerhead, tous deux décidés à récupérer la marchandise. Dans Le Retour du Bouffon vert, Sable apparaît à une rencontre entre son père, Octopus et Tombstone. Assommée par Hammerhead, qui désirait profiter de la rencontre pour éliminer les criminels à son profit, elle ne peut pas aider son père et disparaît après l’arrestation de ce dernier par Spider-Man.
- Silvermane (Silvio Manfredi) : ex-parrain du crime, père de Silver Sable et ex-employeur de Hammerhead. Il avait autrefois la mainmise sur New-York, mais a été envoyé en prison et remplacé par Tombstone des années auparavant. Sachant son retour proche, il envoie sa fille récupérer un programme destiné à créer des mercenaires surhumains dans l’épisode La Guerre des gangs. Il apparaît en personne dans Le Retour du Bouffon vert, où il entre en guerre avec Tombstone et Octopus. Il accepte de rencontrer ses ennemis lors d’un dîner, mais finit par les affronter, à la suite des manigances de Hammerhead, espère voir les trois parrains s’entretuer pour prendre leur place. Équipé d’une armure high-tech, Silvio est finalement neutralisé par le Tisseur et remis à la police. Dans Coup de théâtre, il est enfermé à Ryker et, comme les autres détenus, est sorti de sa cellule par le Bouffon vert pour éliminer Spider-Man, alors présent à Ryker pour y tester une nouvelle cellule. Il s’associe alors aux Exécuteurs, au Rhino, à un robot de Mystério et à Molten Man pour tuer le Tisseur. Il sera finalement maîtrisé et remis en cellule.

### Autres
- Eddie Brock : vieil ami de Peter Parker. Il est en première année de fac et travaille dans les laboratoires du couple Connors au début de la série. Courageux, costaud et bienveillant, Eddie est une sorte de grand frère pour Peter[28], les deux garçons ayant tous les deux perdus leurs parents dans leur petite enfance et, qui plus est, dans le même accident[4]. Il aide Spider-Man (dont il ignore la véritable identité) à combattre et à soigner Curt Connors, transformé accidentellement en lézard monstrueux (Le Purificateur d’ADN ). Toutefois, Eddie perdra confiance en Peter, ainsi qu’en Spider-Man, après la disparition de l’extra-terrestre étudié par ses patrons dans l’épisode L’Imposteur : Eddie accuse en effet le Tisseur du vol de la créature et Peter d’avoir profité de la situation pour prendre des photos sans contacter les autorités. Dans l’épisode Spider Parker, Eddie sera renvoyé par les Connors, qui ne disposent plus des fonds nécessaires pour l’employer. Sans son salaire, Eddie ne sera plus en mesure de payer ses études et rendra Peter responsable de ses malheurs. Rempli de haine envers le jeune homme et Spider-Man, Eddie acceptera de fusionner avec le symbiote extra-terrestre, récemment vaincu par le Tisseur, et deviendra Venom. Il apprendra à cette occasion que Peter et Spider-Man ne sont qu’une seule et même personne. Après avoir été séparé du symbiote dans l’épisode La Mission, Eddie disparaîtra dans la nature. Dans Le Retour de Venom, Peter aura plusieurs visions d’Eddie dans la foule et pensera d’abord à des hallucinations. En réalité, son ancien ami est bel et bien de retour et déterminé à retrouver son « maître »[14]. Dans l’épisode Le Colonel Jupiter, Eddie s’est à nouveau lié à la créature et est redevenu Venom. Dans l’épisode Bas les masques !, il réintégrera les laboratoires des Connors, toujours en étant lié à Venom. À la fin du même épisode, Venom sera vaincu par Spider-Man et Eddie se retrouvera séparé de son symbiote et vraisemblablement pris de folie.
- Martha Connors : scientifique de l’Empire State University et épouse de Curtis Connors. Elle assiste, impuissante, à la transformation de son mari en Lézard, mais parvient à fabriquer un remède rapidement (Le Purificateur d’ADN ). Peter envisagera plus tard d’utiliser le même produit pour supprimer ses pouvoirs et reprendre une vie ordinaire, mais finira par y renoncer (dans l’épisode La Mission). Dans l’épisode Spider Parker, Martha est contrainte de renvoyer Eddie Brock, les laboratoires ne disposant plus de fonds pour l’employer. Le couple Connors retrouvera de nouveaux fonds dans l’épisode Mystério, notamment grâce à la glorieuse réputation de leur nouveau collègue, Miles Warren. Dans l’épisode Bas les masques !, lorsque Ned Lee lui demandera si elle pense que Peter et Spider-Man ne font qu’un, Martha se montera hésitante, mais préfèrera ne pas s’étendre sur le sujet, craignant de remettre en lumière l’affaire du Lézard. Dans Rideau final, Martha, Curt et leur fils quitteront New-York pour la Floride.
- Billy Connors : jeune fils de Curtis et Martha Connors.
- Anna Watson : amie de May Parker et tante de Mary Jane. Elle accompagne May au théâtre dans l’épisode L’Évasion et assiste, catastrophée, à son malaise cardiaque.
- Mary Jane Watson: nièce d’Anna Watson. Tante May se met rapidement en tête d’arranger une rencontre entre Peter et elle. Mentionnée à plusieurs reprises, Mary Jane apparaît pour la première fois en chair et en os à la fin de l’épisode L’Invitation, où elle accompagne Peter au bal du lycée. D’abord réticent à la fréquenter, Peter, impressionné par la beauté et le caractère enjoué de la jolie rousse, s’attache rapidement à elle. Toutefois, Mary Jane voit d’abord Peter comme un ami (le surnommant affectueusement « Champion ») et s’attache plutôt à Flash Thompson (Vent de panique, puis Quitte ou double), tout en conservant sa liberté, à laquelle elle tient particulièrement. Attirée par l’option théâtre de Midtown[29], elle s’y inscrira à la fin de l’épisode Quitte ou double, devenant à cette occasion, une grande amie de Gwen Stacy. Elle fréquentera Eddie Brock dans l’épisode L’Évasion, mais le quittera rapidement, son comportement inquiétant et haineux à l’égard de Peter ne lui plaisant guère. Elle conseillera d’ailleurs à ce dernier de se méfier d’Eddie. Par la suite, elle tentera d’aider Gwen à avouer ses sentiments à Peter. Dans l’épisode Le Retour de Venom, elle désapprouvera la relation de Liz Allan et Peter. Dans Le Casse du siècle, Mary Jane se rapprochera de Mark Allan, au point de passer la Saint Valentin avec lui dans Le Retour du Bouffon vert. Elle sera très touchée par son arrestation dans Pari brûlant. Dans Rideau final, Mary Jane sera heureuse de constater que Peter et Gwen se sont finalement avoués leur amour.
- Colonel John Jameson : fils de J. Jonah Jameson et de Joan Jameson. Astronaute courageux et intelligent (pour la plus grande fierté de Jonah), il effectue sa première mission spatiale dans l’épisode Quitte ou double, où sa navette entre en collision avec un astéroïde. Gardant son sang-froid, le colonel parvient à ramener son équipage sur Terre, au grand soulagement de tous. Toutefois, il constatera qu’il a aussi ramené une créature (en réalité le symbiote Venom), accrochée à l’appareil. Dans l’épisode Le Colonel Jupiter, John révèle avoir été infecté par des germes de Venom. Curt Connors tentera de le soigner, sans succès, et le colonel verra de taille augmenter (obtenant au passage une force surhumaine et la capacité de faire de gigantesques bonds). Il endossera alors une combinaison pour ralentir le processus et sera encouragé à devenir un super-héros par son père. Prenant le surnom de « Colonel Jupiter », John aidera Spider-Man à sauver les victimes d’un immeuble en feu. Mais il sera plus tard attaqué par Venom, qu’il confondra avec le vrai Spider-Man, et ressentira les effets des germes, qui le rendront beaucoup plus agressif et obstiné à capturer le Tisseur. Afin de faire disparaître les germes, le héros administrera un violent choc électrique au colonel. Cela lui rendra sa taille et sa force normale, mais le rendra fou.
- Black Cat (Felicia Hardy) : jeune femme séduisante, combattante agile et cambrioleuse redoutable, Black Cat apparaît dans l’épisode L’Imposteur, dans lequel elle tente de dérober la créature ramenée par le colonel Jameson dans les laboratoires de l’Empire State University afin de la revendre à bon prix. Confrontée à Spider-Man, elle le combat et perd par la même occasion son précieux butin. Le Tisseur la poursuivra, sans se douter que la créature s’est accrochée à lui. Accusée du vol en même temps que le héros, Cat fait équipe avec lui, considérant que de fausses accusations nuiraient à ses affaires, et parvient à l’aider à stopper le véritable coupable. Elle refuse toutefois de changer de camp, comme le lui suggère Spider-Man, et disparaît à la fin de la mission (non sans donner un baiser au Tisseur). Dans l’épisode La Guerre des gangs, elle tente de commettre un cambriolage dans un building, mais est interrompue et chassée par Hammerhead et d’autres criminels, venus procéder à une importante vente aux enchères. Dans Coup de théâtre, Cat se rend incognito à la prison de Ryker afin de libérer son père, Walter Hardy, au moment même où Spider-Man y est volontairement enfermé pour tester la sécurité d’une nouvelle cellule. S’étant prise d’affection pour le Tisseur lors de leur dernière rencontre, elle l’aide à combattre les détenus libérés par le Bouffon vert. Felicia finit par quitter Ryker, seule et en larmes, son père ayant refusé de la suivre car désirant expier ses fautes. Elle considérera Spider-Man comme responsable de cette évasion manquée et lui en voudra beaucoup.
- George Stacy : père de Gwen Stacy et important officier de la police de New York[30]. Il fait quelques brèves apparitions dès le début de la série, mais prend un rôle plus important dans L’Imposteur, où il lancera la traque de Spider-Man, accusé d’une série de braquages, tout en ne croyant pas véritablement à sa culpabilité. Aidé du véritable Tisseur, il appréhendera le Caméléon, coupable des crimes, à la fin de l’épisode. Dans l’épisode Le Repaire d’Octopus, Gwen est enlevée par Octopus et George se voit forcé de livrer d’importants codes informatiques au criminel pour la retrouver. Le sauvetage de Gwen par Spider-Man lui évitera d’achever ce travail. Dans l’épisode Le Retour de Venom, il deviendra intervenant au lycée de Midtown dans le cadre d’un séminaire de criminologie. Dans l’épisode Le Colonel Jupiter, contrairement à plusieurs citoyens, il verra rapidement l’imposture perpétrée par Venom (qui commet plusieurs crimes en se faisant passer pour Spider-Man). Dans Coup de théâtre, Stacy collabore avec Spider-Man dans le but de tester la sécurité d’une cellule de Ryker. À l’opposé de J. Jonah Jameson, George avoue comprendre que Spider-Man cache son identité avant tout pour protéger ses proches et non pour dissimuler des choses (dans l’épisode Bas les masques !). Il considère d’ailleurs le héros comme étant de son côté[15].
- Miles Warren : frère cadet de Aaron Warren. Éminent chercheur, il apparaît dans l’épisode Mystério, dans lequel il intègre l’équipe des laboratoires de l’Empire State University. Sa réputation permettra ainsi à ces derniers d’obtenir de nouveaux fonds. Dans l’épisode Kraven, il se basera sur les travaux de Curt Connors (malgré la désapprobation de ce dernier qui n’a pas oublié sa transformation en reptile) et appliquera sa formule avec de l’ADN de mammifère. Miles recherchera un cobaye et rencontrera par hasard Sergei Kravinoff, occupé à pister Spider-Man. Peu scrupuleux, le scientifique convaincra le chasseur qu’il est à l’origine des pouvoirs de Spider-Man et que ce dernier l’avait payé pour les obtenir. Avide de puissance, Kravinoff paiera à son tour et, après plusieurs traitements, se transformera en homme-félin. À la fin de l’épisode Bas les masques !, Miles prendra le contrôle du laboratoire, jugeant les Connors incapables de gérer la sécurité des locaux. Dans l’épisode Pari brûlant, Warren travaillera avec Norman Osborn et transformera le jeune Mark Allan en « Molten Man », lui donnant une armure hypodermique[31] dégageant une immense chaleur que le jeune homme peut contrôler mentalement. Il empêchera également Connors de dévoiler ses expériences en le menaçant de révéler sa transformation en Lézard. Il deviendra le seul maître à bord dans Rideau final, après que les Connors soient partis travailler en Floride.
A noter que, dans les comics originaux, Miles est un génie scientifique, professeur de Gwen Stacy (dont il est secrètement amoureux), qui deviendra plus tard le Chacal, un super-vilain obsédé par le clonage[32].
- Ashley Kafka : docteur chargée de soigner les instabilités mentales d’Électro (L’Évasion, Le Grand Stratège, Le Colonel Jupiter), d’Octopus (Le Grand Stratège) et de John Jameson (Le Colonel Jupiter).
- Roderick Kingsley : célèbre industriel apparaissant dans l’épisode La Guerre des gangs. Kingsley remporte, lors d’une vente aux enchères contre Hammerhead, Silver Sable et Octopus, les moyens de fabriquer des mercenaires surhumains (à l’image du Rhino). Il se fait voler la formule par Silver Sable peu après la vente, perdant ainsi la somme de 500 millions de dollars.
A noter que, dans les comics, Kingsley est un homme d’affaires sans scrupules qui devient, après avoir trouvé une ancienne cachette du Bouffon vert, un super-vilain appelé le Super-Bouffon[33].
- Le Cambrioleur Chat (Walter Hardy): père de Black Cat. Il apparaît dans Coup de théâtre[34], enfermé à Ryker. Sa fille tente de le libérer, mais décide finalement de s’allier à Spider-Man (présent à Ryker pour tester la sécurité d’une cellule) pour contrer une émeute de détenus. Le Tisseur se rend compte à cette occasion que Walter est l’assassin de son oncle Ben, mais apprendra également qu’il regrette sincèrement son geste et désire rester en prison pour expier ses fautes. C’est son intervention qui permettra la victoire de Spider-Man sur les détenus évadés.

## Épisodes

### Première saison (2008)
Les saisons ont la particularité d'être divisées en arcs narratifs, un peu comme les comics. Les 3 premiers épisodes forment l'arc du Lézard et sont tous nommés d'après des termes de Biologie en V.O. , les 3 suivants forment l'arc du Grand Patron, et sont nommés d'après des termes d'Économie , les 3 suivants forment l'arc du Bouffon Vert et sont nommés d'après des termes de Chimie et les quatre derniers forment l'arc du symbiote et sont nommés d'après des termes de Psychologie .

| № | Titre Francophone/Original                  | Réalisation                    | Scénario                        | Première diffusion | Ennemi principal                       |
| --- | ------------------------------------------- | ------------------------------ | ------------------------------- | ------------------ | -------------------------------------- |
| 1 | La Loi du plus fort Survival of the Fittest | Victor Cook                    | Greg Weisman                    | 8 mars 2008        | Le Vautour                             |
| Adrian Toomes se fait voler une de ses inventions par Norman Osborn. Celui-ci devient le vautour pour se venger de lui. |                                             |                                |                                 |                    |                                        |
| 2 | Électro Interactions                        | Troy Adomitis                  | Kevin Hopps                     | 8 mars 2008        | Électro                                |
| Dans le laboratoire du Dr Connors, Max Dillon est électrocuté accidentellement. Après être hospitalisé, son corps produit de l'électricité en permanence. Les docteurs promettant de lui trouver un remède, Max perd patience et devient un nouveau criminel, Électro.                                                |                                             |                                |                                 |                    |                                        |
| 3 | Le Purificateur d'ADN Natural Selection     | Dave Bullock                   | Matt Wayne (en)                 | 15 mars 2008       | Le Lézard                              |
| Le Dr Connors s'injecte de l'ADN de lézard pour faire repousser son bras. L'expérience réussie mais les effets secondaires ne s'avèrent pas mieux. |                                             |                                |                                 |                    |                                        |
| 4 | Shocker Market Forces                       | Dan Fausett                    | Andrew Robinson                 | 22 mars 2008       | Shocker                                |
| Hammerhead donne à Montana des gants projetant des ondes soniques et une combinaison dans le but d'éliminer Spider-Man. |                                             |                                |                                 |                    |                                        |
| 5 | L'Homme-sable Competition                   | Troy Adomitis                  | Kevin Hopps                     | 29 mars 2008       | L'Homme-sable                          |
| Hammerhead transforme Flint Marco en l'Homme-Sable pour éliminer Spider-Man. Spider-man apprend qu'un homme appelé "Le Grand Patron" tente de l'éliminer. |                                             |                                |                                 |                    |                                        |
| 6 | L'Invitation The Invisible Hand             | Dave Bullock                   | Matt Wayne                      | 12 avril 2008      | Rhino, Le Grand Patron alias Tombstone |
| C'est au tour de Alex O'Hurn d'être transformé en Rhino pour éliminer aussi Spider-Man. Dans cet épisode, Spider-man trouve qui se cache derrière le masque du "Grand Patron". |                                             |                                |                                 |                    |                                        |
| 7 | Le Bouffon Vert Catalysts                   | Victor Cook                    | Andrew Robinson                 | 26 avril 2008      | Le Bouffon Vert, Tombstone             |
| Lors d'une soirée organisée par Tombstone, le Bouffon Vert vient la troubler pour éliminer l'organisateur. Spider-Man se voit obliger de protéger Tombstone pour vaincre le Bouffon Vert. |                                             |                                |                                 |                    |                                        |
| 8 | Vent de panique Reaction                    | Jennifer Coyle                 | Randy Jandt                     | 3 mai 2008         | Dr Octopus                             |
| Otto Octavius voit ses quatre tentatules fusionnées avec son corps. Étant mal traité par Norman Osborn, celui-ci s'attaque à lui. Manquant de batterie, celui-ci tente de se procurer une batterie pouvant tenir pendant plusieurs années. Spider-Man devra l'en empêcher.                                            |                                             |                                |                                 |                    |                                        |
| 9 | Quitte ou double The Uncertainty Principle  | Dave Bullock                   | Kevin Hopps                     | 10 mai 2008        | Le Bouffon Vert                        |
| Le Bouffon Vert tend un piège à Spider-Man et à Tombstone pour les éliminer tous les deux. Spider-man découvre qui se cache derrière le masque du Bouffon Vert. |                                             |                                |                                 |                    |                                        |
| 10 | L'Imposteur Persona                         | Dan Fausett                    | Matt Wayne                      | 17 mai 2008        | Caméléon                               |
| Un alien collé sur la navette spatiale de J. Jameson est placé dans le laboratoire du Dr Connors. Spider-Man voulant aller la voir surprend Black Cat sur le point de la voler. La chose se colle sur son costume involontairement. Étant accusé du vol, Caméléon se passe pour lui pour cambrioler d'autres banques. |                                             |                                |                                 |                    |                                        |
| 11 | L'Évasion Group Therapy                     | Dave Bullock et Jennifer Coyle | Andrew Robinson et Greg Weisman | 31 mai 2008        | The Sinister Six                       |
| Hammerhead et Électro libèrent Octopus, Shocker, Homme-Sable, Rhino et Vautour et forment à eux 6 les Sinister Six. Leur but est d'éliminer Spider-Man. |                                             |                                |                                 |                    |                                        |
| 12 | Spider Parker Intervention                  | Dave Bullock                   | Greg Weisman                    | 7 juin 2008        | Le Symbiote                            |
| Spider-Man est influencé par le symbiote et se dispute avec plusieurs de ses amis. Il tente de s'en séparer mais cela ne sera pas facile. |                                             |                                |                                 |                    |                                        |
| 13 | La Mission Nature vs. Nurture               | Victor Cook                    | Kevin Hopps                     | 14 juin 2008       | Eddie Brock / Venom                    |
| Eddie Brock a fusionné volontairement avec le symbiote et deviennent Venom pour éliminer leur ennemi commun : Spider-man. Pendant la parade de thanksgiving, Gwen se retrouve ligotée et bâillonnée par le nouvel ennemi de Peter pour atteindre psychologiquement ce dernier.                                        |                                             |                                |                                 |                    |                                        |

### Deuxième saison (2009)
Les quatre premiers épisodes de cette saison forment l'arc du Grand Stratège et sont nommés d'après des termes d'Ingénierie , les trois suivants forment un second arc de Venom et sont nommés d'après des termes de Psychologie du développement , les trois suivants forment l'arc de la guerre des gangs et sont nommés d'après des termes de Criminologie et enfin les trois épisodes finaux sont un second arc du Bouffon Vert et sont nommés d'après des termes de Tragédie (les élèves du lycée de Peter interprétant une pièce de théâtre en parallèle aux aventures de Spider-Man durant ces trois épisodes).
| № | #  | Titre                               | Réalisation        | Scénario          | Première diffusion | Ennemi principal                                                                 |
| --- | -- | ----------------------------------- | ------------------ | ----------------- | ------------------ | -------------------------------------------------------------------------------- |
| 14 | 1  | Mysterio Blueprints                 | Jennifer Coyle     | Kevin Hopps       | 22 juin 2009       | Mysterio                                                                         |
| Un des acolytes du Caméléon devient Mystério pour se procurer du matériel qu'à besoin un certain homme. |    |                                     |                    |                   |                    |                                                                                  |
| 15 | 2  | Kraven Destructive Testing          | Kevin Altieri (en) | Matt Wayne        | 22 juin 2009       | Kraven                                                                           |
| Sergei Kravenoff vient en ville pour vaincre Spider-man. Étant donné qu'il a échoué la première fois, il s'injecte de l'ADN de lion et devient ainsi Kraven.                                                              |    |                                     |                    |                   |                    |                                                                                  |
| 16 | 3  | Le Grand Stratège Reinforcement     | Mike Goguen        | Andrew Robinson   | 29 juin 2009       | The Sinister Six                                                                 |
| Le grand stratège réunit à nouveau Le Vautour, Electro, L'Homme-Sable, Rhino, Mystério et Kraven pour éliminer Spider-Man.                                                                                                |    |                                     |                    |                   |                    |                                                                                  |
| 17 | 4  | Le Repaire d'Octopus Shear Strength | Jennifer Coyle     | Randy Jandt       | 6 juillet 2009     | Le grand stratège alias Dr Octopus, Électro et le vautour                        |
| Le grand stratège kidnappe Gwen Stacy afin que son père leur donne des données haute sécurisé. Spider-Man doit la sauver.                                                                                                 |    |                                     |                    |                   |                    |                                                                                  |
| 18 | 5  | Le Retour de Venom First Steps      | Kevin Altieri      | Kevin Hopps       | 13 juillet 2009    | L'Homme-Sable                                                                    |
| L'Homme-Sable est de retour et veut devenir riche. D'un autre côté, Spider-Man aperçoit Eddie Brock/Venom plusieurs fois.                                                                                                 |    |                                     |                    |                   |                    |                                                                                  |
| 19 | 6  | Le Colonel Jupiter Growing Pains    | Mike Goguen        | Nicole Dubuc (en) | 20 juillet 2009    | Le Colonel Jupiter, Venom                                                        |
| John Jameson a été irradié par le Symbiote et devient le Colonel Jupiter. Venom est bel et bien de retour et se fait passer pour Spider-man.                                                                              |    |                                     |                    |                   |                    |                                                                                  |
| 20 | 7  | Bas les masques ! Identity Crisis   | Jennifer Coyle     | Andrew Robinson   | 27 juillet 2009    | Venom                                                                            |
| Venom révèle en public la double identité de Spider-man mais n'a pas encore de preuves pour le prouver. |    |                                     |                    |                   |                    |                                                                                  |
| 21 | 8  | La Guerre des gangs Accomplices     | Kevin Altieri      | Nicole Dubuc      | 7 octobre 2009     | Silver Sable, Rhino, HammerHead                                                  |
| Plusieurs criminels tente de s'emparer d'une carte électronique. Mais il s'avère que plusieurs d'entre eux la veulent à tout prix. Spider-man, qui s'alliera avec Rhino pour un temps, devra tout faire pour la détruire. |    |                                     |                    |                   |                    |                                                                                  |
| 22 | 9  | Le Casse du siècle Probable Cause   | Mike Goguen        | Kevin Hopps       | 14 octobre 2009    | Shocker, Ricochet, Ox                                                            |
| Ces 3 criminels travaillent pour le Grand Patron afin de voler de l'or. Spider-man doit les arrêter. |    |                                     |                    |                   |                    |                                                                                  |
| 23 | 10 | Le Retour du Bouffon Vert Gangland  | Jennifer Coyle     | Andrew Robinson   | 21 octobre 2009    | Dr Octopus, Thombstone, Silvermane, Bouffon Vert                                 |
| La ville s'est transformée en champ de bataille pour les criminels. Spider-man devra mettre un terme à tout cela. À la fin, on assistera au retour du Bouffon Vert.                                                       |    |                                     |                    |                   |                    |                                                                                  |
| 24 | 11 | Pari brûlant Subtext                | Kevin Altieri      | Nicole Dubuc      | 4 novembre 2009    | Le Bouffon Vert, Molten-Man                                                      |
| Mark Allan est endetté. Il décide de rembourser sa dette en devenant un nouveau criminel : Molten-Man. |    |                                     |                    |                   |                    |                                                                                  |
| 25 | 12 | Coup de théâtre Opening Night       | Mike Goguen        | Greg Weisman      | 18 novembre 2009   | Le Bouffon Vert, Molten-Man, Rhino, Mystério, Montana, Ox, Ricochet, Silvermane… |
| Spider-Man est envoyé en prison pour tester sa sécurité. Mais le Bouffon Vert prend le contrôle de la prison obligeant Spider-man à se battre contre quasiment tous ses anciens ennemis.                                  |    |                                     |                    |                   |                    |                                                                                  |
| 26 | 13 | Rideau final Final Curtain          | Victor Cook        | Kevin Hopps       | 18 novembre 2009   | Le Bouffon Vert                                                                  |
| Spider-man veut arrêter le Bouffon Vert et soupçonne Harry Osborn, Norman Osborn et Menken pour être le Bouffon Vert. Ses hypothèses tombent toutes à l'eau. Mais qui se cache derrière le masque du Bouffon Vert ?       |    |                                     |                    |                   |                    |                                                                                  |

## DVD (France)
Le coffret DVD de la saison 1 est sorti en France le 7 avril 2010. La saison 2 reste à ce jour inédite en DVD en France.

## Commentaires
De toutes les adaptations télévisées de Spider-Man connues jusqu'à présent, The Spectacular Spider-Man est sans doute celle qui se base le plus sur le comic original : ainsi, le personnage principal, Peter Parker/Spider-Man, est ramené à l'âge des quinze-seize ans qu'il avait au moment de l'acquisition de ses pouvoirs. Des personnages totalement oubliés ou négligés dans les versions précédentes, comme Gwen Stacy, Flash Thompson ou Liz Allen, regagnent ici la place et l'importance qu'ils avaient à l'origine. Bien que présente, Mary Jane n'est plus le principal sujet des sentiments de Peter, au profit à nouveau de Gwen (qui a été le premier amour du héros avant de mourir dans le comic).
Paradoxalement, on trouve aussi des références à d'autres versions, notamment à Ultimate Spider-Man (Electro et Kraven ont une nouvelle apparence, Eddie Brock redevient l'ex-meilleur ami de Peter) et aux films (le costume noir a un aspect similaire à la version du troisième film ; Spider-Man stoppe un camion de la même manière que le train dans le deuxième film ; Peter est mordu par une araignée génétiquement modifiée et non radio-active).
Il apporte aussi un lot de nouveautés, avec des changements de scénarios jamais faits auparavant et l'utilisation de super-vilains peu ou pas employés dans les précédentes adaptations comme Tombstone ou Hammerhead.
On peut noter que les huit premiers épisodes de la saison 1 nous présentent presque tous les ennemis principaux de Spider-Man.